# 로이사 안달리오
로이사 안달리오(Loisa Andalio, 1999년 4월 12일 ~ )는 필리핀의 여자 배우, 가수, 댄서이다.